# Nannoniscus ovatus
Nannoniscus ovatus är en kräftdjursart som beskrevs av Menzies och George 1972. Nannoniscus ovatus ingår i släktet Nannoniscus och familjen Nannoniscidae. Inga underarter finns listade i Catalogue of Life.